# Dracula il vampiro
Dracula il vampiro (Dracula) è un film del 1958, diretto da Terence Fisher.
Il film è il primo capitolo della serie sul conte Dracula realizzata dalla Hammer Film Productions.
Negli Stati Uniti il film venne distribuito con il titolo Horror of Dracula per evitare confusione con l'omonimo lungometraggio del 1931 della Universal Pictures.

## Trama
Jonathan Harker, in missione per conto del dottor Abraham Van Helsing, si infiltra come bibliotecario nel castello del conte Dracula a Clausemburgo. L'impresa fallisce e Jonathan, pur essendo riuscito ad uccidere la sposa di Dracula, viene trasformato in vampiro. Quindi Van Helsing si reca al villaggio dove abitano la fidanzata di Jonathan, Lucy, suo fratello Arthur e la moglie Mina poiché Lucy è in pericolo siccome il Conte Dracula ha intenzione di sostituirla a sua moglie. Lucy diventa vampiro, ma Van Helsing e Arthur riescono a salvarla.
I due cercano di rintracciare la destinazione della bara di Dracula (che aveva lasciato il castello, così come Van Helsing è arrivato lì). Nel frattempo, Mina riceve una lettera nella quale è scritto di andare a un indirizzo molto lontano da casa per incontrare Arthur. La mattina dopo, Arthur e Van Helsing trovano Mina in uno strano stato. In seguito Van Helsing riesce a trovare Dracula e combattono finché Dracula non viene esposto alla luce del sole e diventa cenere.

## Accoglienza
Dracula il vampiro fu un successo di critica e pubblico alla sua uscita nelle sale, e venne anche ben accolto dagli appassionati dell'opera di Stoker. Attualmente il film ha un indice di gradimento del 91% sul sito web Rotten Tomatoes basato su 32 recensioni, con un giudizio di 7.8/10. Visto il gradimento, in Italia venne realizzato il cineromanzo omonimo Suspense, edito da New Edigraf nel 1970.

## Sequel
Il film è il primo capitolo della serie sul conte Dracula realizzata dalla Hammer, con sette seguiti, tutti con Christopher Lee / Conte Dracula e due spin-off, con il Conte interpretato da altri due attori.
Sequel
- Dracula, principe delle tenebre (Dracula: Prince of Darkness) (1966)
- Le amanti di Dracula (Dracula Has Risen from the Grave) (1968)
- Una messa per Dracula (Taste the Blood of Dracula) (1970)
- Il marchio di Dracula (Scars of Dracula) (1970)
- 1972: Dracula colpisce ancora! (Dracula A.D. 1972) (1972)
- I satanici riti di Dracula (The Satanic Rites of Dracula) (1974)

Spin-off
- Le spose di Dracula (The Brides of Dracula) (1960)
- Il mistero del castello (The Kiss of the Vampire) (1963)
- La leggenda dei 7 vampiri d'oro (The Legend of the 7 Golden Vampires) (1974)

## Galleria d'immagini

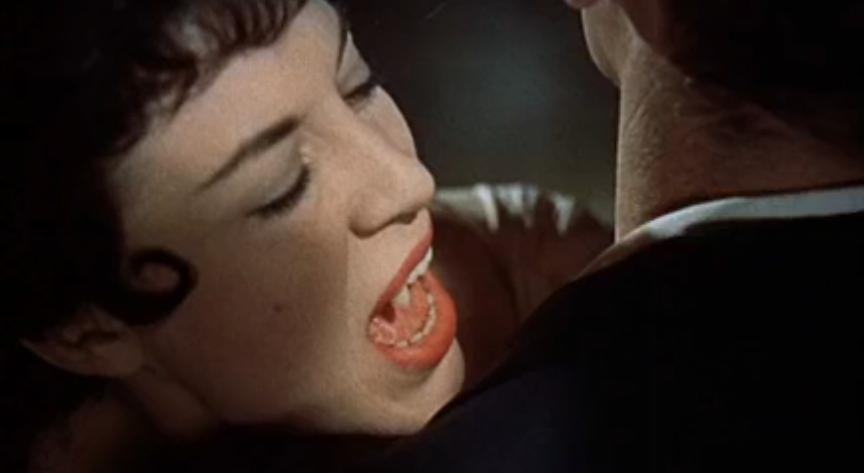
La donna vampiro morde la sua vittima sul collo.
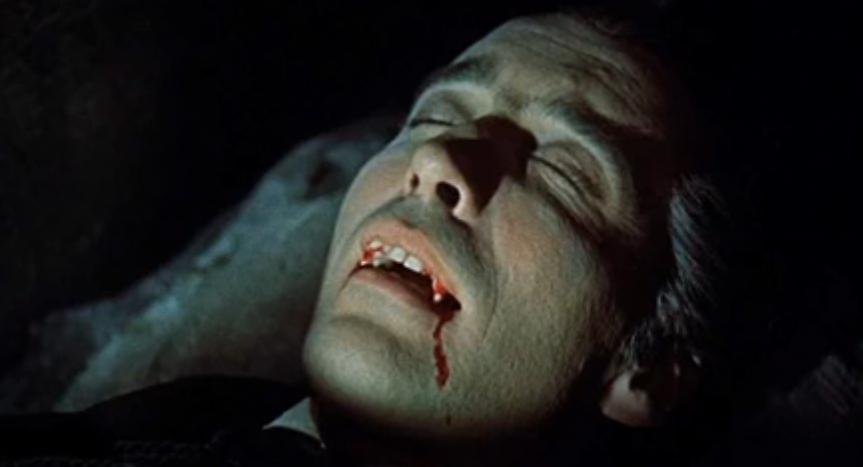
Fu il regista Terence Fisher ad introdurre i canini retrattili per il Conte Dracula.
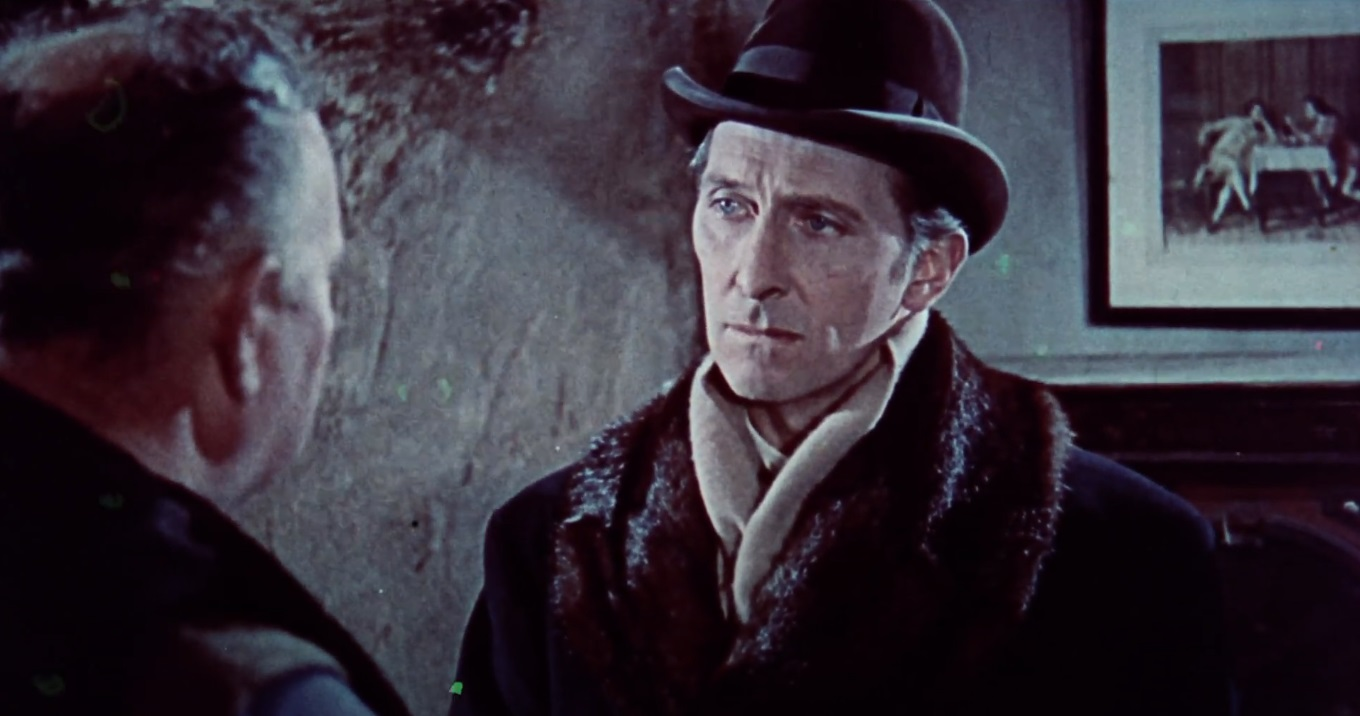
Il professor Abraham Van Helsing nel film, interpretato da Peter Cushing nella prima delle sue cinque interpretazioni del personaggio per la Hammer.
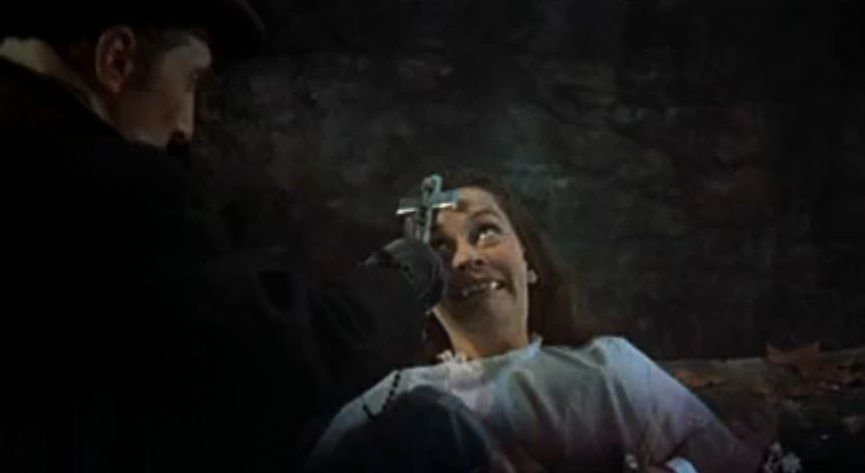
Van Helsing scaccia il vampiro usando un simbolo sacro, il crocefisso.